# 760
| 760                |
| ------------------ |
| Dødsfald - Fødsler |
|                    |

| Gregoriansk kalender | 760 DCCLX               |
| Ab urbe condita      | 1513                    |
| Armensk kalender     | 209 ԹՎ ՄԹ               |
| Kinesiske kalender   | 3456 – 3457 己亥 – 庚子 |
| Etiopisk kalender    | 752 – 753               |
| Jødisk kalender      | 4520 – 4521             |
| Hindukalendere       |                         |
| - Vikram Samvat      | 815 – 816               |
| - Shaka Samvat       | 682 – 683               |
| - Kali Yuga          | 3861 – 3862             |
| Iransk kalender      | 138 – 139               |
| Islamisk kalender    | 142 – 143               |

Se også 760 (tal)